# 普陀狗娃花
普陀狗娃花（学名：Heteropappus arenarius）为菊科狗娃花属的植物。分布于日本以及中国大陆的浙江等地，一般生于海边沙地，目前尚未由人工引种栽培。